# Vinnie Vincent Invasion
Vinnie Vincent Invasion var ett heavy metal-band, bildat 1985 av Vinnie Vincent.
När Vinnie Vincent blev sparkad från KISS 1984 försökte han sätta ihop sitt eget band. Han jobbade hårt i studion med att skriva låtar, och skaffade sig snart extra musiker, såsom Dana Strum, Bobby Rock och Robert Fleischman.
De skickade en demo till Chrysalis Records och fick ett skivkontrakt. Fleischman sparkades/slutade efter att sången på deras debutalbum var lagd. Ny vokalist blev Mark Slaughter. 1986 kom deras självbetitlade debutalbum Vinnie Vincent Invasion, ut på marknaden. Den slog dock inte helt. En video spelades in från detta album, "Boyz Are Gonna Rock", i vilken Slaughter mimade till Fleischmans röst. 
LP:n All Systems Go kom ut 1988. Låten "Love Kills" förekom i filmen Terror på Elm Street 4. 
Efter att Strum fick sparken och Slaughter hoppade av för att bilda Slaughter tillsammans med Strum fortsatte Vincent bandet med trummisen Andre LaBelle och spelade in ett album kallat Guitarmageddon eller Guitars from Hell. Dessa inspelningar kom aldrig ut, dock gavs en EP ut 1996, i vissa utgåvor kallad Euphoria, med Fleischman på sång och Vinnie på alla instrument inklusive trumprogrammering, krediterad som V. Meister. Vincent besökte också Sverige 1996 för tre spelningar tillsammans med ett Kiss-coverband.
2023 presenterade Vincent en ny version av bandet med Scott Board från No Love Lost på sång. Kort därefter ersattes Board av Faysal Scott Smile som presenterades med en video där han sjöng delar av VVI-låtar. 

## Medlemmar
Senaste medlemmar
- Vinnie Vincent – gitarr, bakgrundssång (1984–1989, 1996, 2022)
- Faysal Scott Smile - sång (2023-

Tidigare medlemmar
- Robert Fleischman – sång (1984–1986, 1996, 2022-2023)
- Scott Board - sång (2023)
- Dana Strum – basgitarr, sång (1984–1989)
- Bobby Rock – trummor (1984–1989)
- Mark Slaughter – sång (1986–1989)

## Diskografi
Studioalbum
- 1986 – Vinnie Vincent Invasion
- 1988 – All Systems Go

Singlar
- 1986 – "Boyz Are Gonna Rock" / "Animal"
- 1988 – "Love Kills" / "Naughty Naughty"
- 1988 – "Sneak Peek Medley"

## Videografi
- 1986 – Boyz Are Gonna Rock
- 1988 – Love Kills
- 1988 – That Time Of Year
- 1988 – A Nightmare on Elm Street 4: The Dream Master (Soundtrack)